# Srnín
Srnín är en ort i Tjeckien.   Den ligger i regionen Södra Böhmen, i den södra delen av landet, 140 km söder om huvudstaden Prag. Srnín ligger 547 meter över havet och antalet invånare är 225.
Terrängen runt Srnín är kuperad åt sydväst, men åt nordost är den platt. Runt Srnín är det ganska glesbefolkat, med 24 invånare per kvadratkilometer. Närmaste större samhälle är České Budějovice, 17,2 km nordost om Srnín. I omgivningarna runt Srnín växer i huvudsak blandskog.